# Holger Crafoord
 Alf Erik Holger Crafoord, ursprungligen Lundquist, född 25 juli 1908 i Stockholm, död 21 maj 1982 i Lund, var en svensk företagsledare och mecenat. Han grundade Gambro, som utvecklade och kommersialiserade den konstgjorda njuren. Han bildade också  Crafoordska stiftelsen, vars avkastning finansierar den vetenskapliga forskningsbelöningen  Crafoordpriset.

## Biografi
Holger Crafoord var son till arméofficeren Alfred Lundquist (1882–1927) och Hanna Lundquist, född Johansson (1883–1965). Äktenskapet uppges ha varit kortvarigt, och Hanna Lundquist försörjde sig och sin son under knappa förhållanden som innehavare av en livsmedelsaffär. Hon gifte senare om sig med fartygsmaskinisten Harry Crafoord (1881–1935), vilken adopterade sin styvson.  Holger Crafoord var från 1935 gift med Anna-Greta Crafoord, född Löfdal (1914–1994).
Efter att ha tagit examen vid Handelshögskolan i Stockholm började Holger Crafoord arbeta vid Åkerlund & Rausing. I detta företag var han 1946–1968 verkställande direktör och 1968–1972 ordförande i styrelsen. Under hans tid på företaget bildades 1950 Tetra Pak. Genom att senare sälja sin andel i företaget frigjorde han ett ansenligt kapital som han kunde använda för att bygga upp världsföretaget Gambro.

## Gambro
Människor med kroniska njurproblem behöver en livslång behandling för att rena blodet och professor Nils Alwall uppfann 1961 en konstgjord njure. Tre år senare träffade han Holger Crafoord, som tog ett intresse i uppfinningen och åtog sig uppdraget att fortsätta utveckla och marknadsföra produkten. Crafoord grundade därför 1964 företaget Gambro, som utvecklade och tre år senare kommersialiserade uppfinningen.
Gambro har senare också utvecklat andra teknologier för att behandla blod utanför kroppen, till exempel i samband med hjärtoperationer, och blodkomponentteknologi, som separerar blodet i olika beståndsdelar för att sedan använda vissa av dem i vården av cancerpatienter.

## Övrigt
Holger Crafoord lade grunden till Crafoordpriset och Crafoordska stiftelsen och var initiativtagare till Holger Crafoords Ekonomicentrum i Lund, som senare kom att ingå i Lunds universitet. Han blev 1972 ekonomie hedersdoktor vid Lunds universitet. 

## Utmärkelser, ledamotskap och priser
- Kommendör med storkors av Nordstjärneorden (KmstkNO, 3 december 1974)[7]
- Ledamot av Vetenskapssocieteten i Lund (LVSL)[8]